# Partecipanti all'Omloop Het Nieuwsblad 2024
Elenco dei partecipanti all'Omloop Het Nieuwsblad 2024.
L'Omloop Het Nieuwsblad 2024 è stata la settantanovesima edizione della corsa. Alla competizione presero parte venticinque squadre: le diciotto iscritte all'UCI World Tour 2024, e sette squadre invitate dell'UCI Europe Tour 2024.
Ciascuna delle squadre è composta da sette ciclisti, per un totale di 175 ciclisti accreditati alla partenza.

## Corridori per squadra
Nota: R ritirato, NP non partito, FT fuori tempo, SQ squalificato
| Team Visma-Lease a Bike         | Team Visma-Lease a Bike         | Team Visma-Lease a Bike         | Alpecin-Deceuninck     | Alpecin-Deceuninck      | Alpecin-Deceuninck     | Soudal Quick-Step      | Soudal Quick-Step      | Soudal Quick-Step      |
| ------------------------------- | ------------------------------- | ------------------------------- | ---------------------- | ----------------------- | ---------------------- | ---------------------- | ---------------------- | ---------------------- |
| N°                              | Ciclista                        | Clas.                           | N°                     | Ciclista                | Clas.                  | N°                     | Ciclista               | Clas.                  |
| 1                               | Dylan van Baarle                | 34°                             | 11                     | Jasper Philipsen        | 66°                    | 21                     | Julian Alaphilippe     | R                      |
| 2                               | Wout Van Aert                   | 3°                              | 12                     | Michael Gogl            | 73°                    | 22                     | Kasper Asgreen         | R                      |
| 3                               | Christophe Laporte              | 5°                              | 13                     | Quinten Hermans         | 132°                   | 23                     | Josef Černý            | 124°                   |
| 4                               | Tiesj Benoot                    | 35°                             | 14                     | Lars Boven              | R                      | 24                     | Yves Lampaert          | 21°                    |
| 5                               | Jan Tratnik                     | 1°                              | 15                     | Oscar Riesebeek         | 131°                   | 25                     | Gianni Moscon          | 80°                    |
| 6                               | Matteo Jorgenson                | 29°                             | 16                     | Stan Van Tricht         | 118°                   | 26                     | Casper Pedersen        | 40°                    |
| 7                               | Edoardo Affini                  | 95°                             | 17                     | Gianni Vermeersch       | 18°                    | 27                     | Warre Vangheluwe       | R                      |
| Intermarché-Wanty               | Intermarché-Wanty               | Intermarché-Wanty               | Arkéa-B&B Hotels       | Arkéa-B&B Hotels        | Arkéa-B&B Hotels       | Astana Qazaqstan Team  | Astana Qazaqstan Team  | Astana Qazaqstan Team  |
| N°                              | Ciclista                        | Clas.                           | N°                     | Ciclista                | Clas.                  | N°                     | Ciclista               | Clas.                  |
| 31                              | Biniam Girmay                   | 55°                             | 41                     | Florian Sénéchal        | R                      | 51                     | Cees Bol               | 84°                    |
| 32                              | Dries De Pooter                 | 87°                             | 42                     | Amaury Capiot           | 45°                    | 52                     | Evgenij Fëdorov        | 83°                    |
| 33                              | Hugo Page                       | 44°                             | 43                     | Mathis Le Berre         | 85°                    | 53                     | Samuele Battistella    | 129°                   |
| 34                              | Adrien Petit                    | 117°                            | 44                     | Alan Riou               | 123°                   | 54                     | Max Kanter             | R                      |
| 35                              | Laurenz Rex                     | 6°                              | 45                     | Luca Mozzato            | 128°                   | 55                     | Aleksej Lucenko        | 31°                    |
| 36                              | Mike Teunissen                  | 13°                             | 46                     | Łukasz Owsian           | 93°                    | 56                     | Ide Schelling          | 43°                    |
| 37                              | Roel van Sintmaartensdijk       | 116°                            | 47                     | Jenthe Biermans         | 17°                    | 57                     | Rüdiger Selig          | R                      |
| Bahrain Victorious              | Bahrain Victorious              | Bahrain Victorious              | Bora-Hansgrohe         | Bora-Hansgrohe          | Bora-Hansgrohe         | Cofidis                | Cofidis                | Cofidis                |
| N°                              | Ciclista                        | Clas.                           | N°                     | Ciclista                | Clas.                  | N°                     | Ciclista               | Clas.                  |
| 61                              | Matej Mohorič                   | R                               | 71                     | Jordi Meeus             | R                      | 81                     | Axel Zingle            | R                      |
| 62                              | Kamil Gradek                    | R                               | 72                     | Marco Haller            | 33°                    | 82                     | Aimé De Gendt          | 23°                    |
| 63                              | Fran Miholjević                 | 102°                            | 73                     | Emil Herzog             | 63°                    | 83                     | Alexis Gougeard        | 75°                    |
| 64                              | Matevž Govekar                  | 24°                             | 74                     | Bob Jungels             | 126°                   | 84                     | Nicolas Debeaumarché   | R                      |
| 65                              | Andrea Pasqualon                | 62°                             | 75                     | Jonas Koch              | 72°                    | 85                     | Alexis Renard          | R                      |
| 66                              | Fred Wright                     | R                               | 76                     | Luis-Joe Lührs          | R                      | 86                     | Nolann Mahoudo         | R                      |
| 67                              | Dušan Rajović                   | R                               | 77                     | Cesare Benedetti        | R                      | 87                     | Piet Allegaert         | NP                     |
| Decathlon AG2R La Mondiale Team | Decathlon AG2R La Mondiale Team | Decathlon AG2R La Mondiale Team | EF Education-EasyPost  | EF Education-EasyPost   | EF Education-EasyPost  | Groupama-FDJ           | Groupama-FDJ           | Groupama-FDJ           |
| N°                              | Ciclista                        | Clas.                           | N°                     | Ciclista                | Clas.                  | N°                     | Ciclista               | Clas.                  |
| 91                              | Oliver Naesen                   | 4°                              | 101                    | Alberto Bettiol         | 112°                   | 111                    | Stefan Küng            | 16°                    |
| 92                              | Dries De Bondt                  | 19°                             | 102                    | Stefan Bissegger        | 130°                   | 112                    | Sven Erik Bystrøm      | R                      |
| 93                              | Sander De Pestel                | 65°                             | 103                    | Owain Doull             | 91°                    | 113                    | Lewis Askey            | 71°                    |
| 94                              | Pierre Gautherat                | 11°                             | 104                    | Mikkel Frølich Honoré   | R                      | 114                    | Olivier Le Gac         | 86°                    |
| 95                              | Jordan Labrosse                 | R                               | 105                    | Harry Sweeny            | R                      | 115                    | Fabian Lienhard        | 82°                    |
| 96                              | Damien Touzé                    | 30°                             | 106                    | Jonas Rutsch            | 54°                    | 116                    | Clément Russo          | 96°                    |
| 97                              | Edvald Boasson Hagen            | 113°                            | 107                    | Michael Valgren         | 67°                    | 117                    | Samuel Watson          | 97°                    |
| Ineos Grenadiers                | Ineos Grenadiers                | Ineos Grenadiers                | Lidl-Trek              | Lidl-Trek               | Lidl-Trek              | Movistar Team          | Movistar Team          | Movistar Team          |
| N°                              | Ciclista                        | Clas.                           | N°                     | Ciclista                | Clas.                  | N°                     | Ciclista               | Clas.                  |
| 121                             | Thomas Pidcock                  | 8°                              | 131                    | Jasper Stuyven          | 7°                     | 141                    | Iván García Cortina    | 15°                    |
| 122                             | Leo Hayter                      | 122°                            | 132                    | Otto Vergaerde          | R                      | 142                    | Johan Jacobs           | 26°                    |
| 123                             | Salvatore Puccio                | 88°                             | 133                    | Alex Kirsch             | 20°                    | 143                    | Mathias Norsgaard      | 76°                    |
| 124                             | Luke Rowe                       | 77°                             | 134                    | Jonathan Milan          | 70°                    | 144                    | Oier Lazkano           | 121°                   |
| 125                             | Connor Swift                    | 50°                             | 135                    | Toms Skujiņš            | 27°                    | 145                    | Manlio Moro            | 120°                   |
| 126                             | Ben Turner                      | 58°                             | 136                    | Tim Declercq            | 60°                    | 146                    | Gonzalo Serrano        | 47°                    |
| 127                             | Cameron Wurf                    | 81°                             | 137                    | Edward Theuns           | 41°                    | 147                    | Albert Torres          | 115°                   |
| Team DSM-Firmenich PostNL       | Team DSM-Firmenich PostNL       | Team DSM-Firmenich PostNL       | Team Jayco AlUla       | Team Jayco AlUla        | Team Jayco AlUla       | UAE Team Emirates      | UAE Team Emirates      | UAE Team Emirates      |
| N°                              | Ciclista                        | Clas.                           | N°                     | Ciclista                | Clas.                  | N°                     | Ciclista               | Clas.                  |
| 151                             | Patrick Eddy                    | R                               | 161                    | Luke Durbridge          | 53°                    | 171                    | Tim Wellens            | 12°                    |
| 152                             | Sean Flynn                      | 57°                             | 162                    | Lawson Craddock         | 94°                    | 172                    | Filippo Baroncini      | R                      |
| 153                             | Bram Welten                     | R                               | 163                    | Anders Foldager         | R                      | 173                    | Álvaro Hodeg           | R                      |
| 154                             | Niklas Märkl                    | 89°                             | 164                    | Amund Grøndahl Jansen   | 74°                    | 174                    | António Morgado        | 25°                    |
| 155                             | Tim Naberman                    | R                               | 165                    | Christopher Juul Jensen | 119°                   | 175                    | Nils Politt            | 2°                     |
| 156                             | Frank van den Broek             | 48°                             | 166                    | Blake Quick             | 125°                   | 176                    | Michael Vink           | 109°                   |
| 157                             | Pavel Bittner                   | 52°                             | 167                    | Campbell Stewart        | 127°                   | 177                    | Rui Oliveira           | R                      |
| Lotto Dstny                     | Lotto Dstny                     | Lotto Dstny                     | Team Flanders-Baloise  | Team Flanders-Baloise   | Team Flanders-Baloise  | Bingoal WB             | Bingoal WB             | Bingoal WB             |
| N°                              | Ciclista                        | Clas.                           | N°                     | Ciclista                | Clas.                  | N°                     | Ciclista               | Clas.                  |
| 181                             | Arnaud De Lie                   | 10°                             | 191                    | Alex Colman             | R                      | 201                    | Nathan Vandepitte      | 79°                    |
| 182                             | Victor Campenaerts              | 37°                             | 192                    | Kamiel Bonneu           | R                      | 202                    | Cériel Desal           | 110°                   |
| 183                             | Jasper De Buyst                 | 39°                             | 193                    | Lars Craps              | 104°                   | 203                    | Luca De Meester        | 101°                   |
| 184                             | Cédric Beullens                 | 28°                             | 194                    | Jules Hesters           | 100°                   | 204                    | Luca Van Boven         | 51°                    |
| 185                             | Sébastien Grignard              | R                               | 195                    | Elias Maris             | 114°                   | 205                    | Kenneth Van Rooy       | 92°                    |
| 186                             | Brent Van Moer                  | 38°                             | 196                    | Dylan Vandenstorme      | 111°                   | 206                    | Jelle Vermoote         | 98°                    |
| 187                             | Pascal Eenkhoorn                | 46°                             | 197                    | Ward Vanhoof            | 108°                   | 207                    | Louis Blouwe           | 105°                   |
| Israel-Premier Tech             | Israel-Premier Tech             | Israel-Premier Tech             | Q36.5 Pro Cycling Team | Q36.5 Pro Cycling Team  | Q36.5 Pro Cycling Team | Tudor Pro Cycling Team | Tudor Pro Cycling Team | Tudor Pro Cycling Team |
| N°                              | Ciclista                        | Clas.                           | N°                     | Ciclista                | Clas.                  | N°                     | Ciclista               | Clas.                  |
| 211                             | Dylan Teuns                     | 22°                             | 221                    | Fabio Christen          | 49°                    | 231                    | Matteo Trentin         | 9°                     |
| 212                             | Derek Gee                       | R                               | 222                    | Kamil Małecki           | 99°                    | 232                    | Jacob Eriksson         | R                      |
| 213                             | Krists Neilands                 | 64°                             | 223                    | Rory Townsend           | R                      | 233                    | Alexander Krieger      | R                      |
| 214                             | Riley Sheehan                   | R                               | 224                    | Tobias Ludvigsson       | 68°                    | 234                    | Petr Kelemen           | 90°                    |
| 215                             | Riley Pickrell                  | 61°                             | 225                    | Nicolò Parisini         | 56°                    | 235                    | Arthur Kluckers        | 78°                    |
| 216                             | Tom Van Asbroeck                | 42°                             | 226                    | Jannik Steimle          | 107°                   | 236                    | Marius Mayrhofer       | R                      |
| 217                             | Ethan Vernon                    | 103°                            | 227                    | Cyrus Monk              | 106°                   | 237                    | Tom Bohli              | R                      |
| Uno-X Mobility                  |                                 |                                 |                        |                         |                        |                        |                        |                        |
| N°                              | Ciclista                        | Clas.                           |                        |                         |                        |                        |                        |                        |
| 241                             | Alexander Kristoff              | 14°                             |                        |                         |                        |                        |                        |                        |
| 242                             | Stian Fredheim                  | 69°                             |                        |                         |                        |                        |                        |                        |
| 243                             | Markus Hoelgaard                | 36°                             |                        |                         |                        |                        |                        |                        |
| 244                             | Jonas Abrahamsen                | 59°                             |                        |                         |                        |                        |                        |                        |
| 245                             | Erik Resell                     | R                               |                        |                         |                        |                        |                        |                        |
| 246                             | Rasmus Tiller                   | 32°                             |                        |                         |                        |                        |                        |                        |
| 247                             | Søren Wærenskjold               | R                               |                        |                         |                        |                        |                        |                        |